# 布魯斯特 (內布拉斯加州)
布魯斯特（英語：Brewster）是一個位於美國內布拉斯加州布萊恩縣的城市。根據2010年美國人口普查，該地共人口17人，而該地的面積約為0.23平方千米。同時該地也是布萊恩縣的縣治。

## 地理
布魯斯特的座標為41°51′58″N 99°51′56″W / 41.86611°N 99.86556°W，而該地的平均海拔高度為760米（即2493英尺）。